# 马里邦杜
马里邦杜是巴西阿拉戈斯州的一个市镇。总面积171.28平方公里，总人口13631人，人口密度79.6人/平方公里。